# Always never the same
Always never the same is het dertiende studioalbum van Kansas. Het is een soort verzamelalbum van bekende nummers die gearrangeerd werden zodat ze begeleiding konden krijgen van een symfonieorkest. Kansas nam de eigen muziek op in drie geluidsstudio’s in Atlanta (Georgia) (Southern Traces, Electric Landlady en Tree Sound); het London Symphony Orchestra onder leiding van Larry Baird bleef in Londen; zij gebruikten de Abbey Road Studios. De bekende nummers, soms verzameld in een medley, werden aangevuld door drie nieuwe nummers: In your eyes, The sky is falling en Need to know, alle drie geschreven door Walsh. Het album haalde geen notering in de Billboard 200.
Hun grootste hit Dust in the wind staat op dit album; hun andere hit Carry on wayward son zou op het vervolgalbum komen, maar dat is nooit uitgegeven (gegevens 2021).
Terug van weggeweest is Robby Steinhardt, violist en zanger.

## Musici
- Steve Walsh – zang, toetsinstrumenten
- Robby Steinhardt – viool, zang
- Rich Williams – gitaren
- Billy Greer – basgitaar, zang
- Phil Ehart – drumstel

Met het London Symphony Orchestra o.l.v. Larry Baird

## Muziek
| Nr. | Titel                                       | Duur |
| --- | ------------------------------------------- | ---- |
| 1.  | Eleanor Rigby (John Lennon, Paul McCartney) | 3:22 |
| 2.  | Dust in the wind (Kerry Livgren)            | 4:01 |
| 3.  | Preamble (instrumental) (Larry Baird)       | 3:25 |
| 4.  | Song for America (Livgren)                  | 9:15 |
| 5.  | In your eyes (Walsh)                        | 4:30 |
| 6.  | Miracles out of nowhere (Livgren)           | 6:27 |
| 7.  | Hold on (Livgren)                           | 4:18 |
| 8.  | The sky is falling (Walsh)                  | 7:50 |
| 9.  | Cheyenne anthem (Livgren)                   | 7:29 |
| 10. | Preamble and introduction (Kansas en Baird) | 4:53 |
| 11. | The wall (Livgren, Walsh)                   | 5:29 |
| 12. | Need to know (Walsh)                        | 4:02 |
| 13. | Nobody’s home (Livgren, Walsh)              | 6:04 |